# Babesia ovis
Babesia ovis – protist należący do królestwa protista, rodziny babeszje, wywołuje u owiec chorobę pasożytniczą – babeszjozę zwaną babeszjozą owiec. Babesia ovis jest małym pierwotniakiem. Długość 1 – 2,5 µm. Kształtu gruszkowatego lub kulistego. W krwinkach czerwonych żywiciela lokalizuje się na obwodzie i najczęściej występują parami.